# Ороченський (населений пункт)
Ороченський (рос. Ороченский) — залізничний роз'їзд у Сковородінському районі Амурської області Російської Федерації. Розташоване на території українського історичного та етнічного краю Зелений Клин.
Входить до складу муніципального утворення робітниче селище Єрофей Павлович. Населення становить 6 осіб (2018).

## Історія
З 20 жовтня 1932 року входить до складу новоутвореної Амурської області.
З 1 січня 2006 року органом місцевого самоврядкування є робітниче селище Єрофей Павлович.

## Населення
| 2002 | 2010 | 2012 | 2013 | 2014 | 2015 | 2016 |
| ---- | ---- | ---- | ---- | ---- | ---- | ---- |
| 7    | →7   | →7   | →7   | →7   | ↘6   | →6   |
| 2017 | 2018 |      |      |      |      |      |
| →6   | →6   |      |      |      |      |      |